# Пономарёв, Николай Николаевич (партийный деятель)
Николай Николаевич Пономарёв — советский хозяйственный, государственный и политический деятель.

## Биография
Родился в 1923 году в Зарайске. Член КПСС с 1948 года.
Участник Великой Отечественной войны в составе отдела кадров Управления делами НКО СССР
В 1968—1970 — председатель оргбюро КПСС, первый секретарь Хорошевского районного комитета КПСС города Москвы.
В 1970—1975 — первый секретарь Ворошиловского районного комитета КПСС города Москвы.
В 1975—1979 — заведующий административным отделом Московского городского комитета КПСС.
В 1979—1981 — секретарь Московского горкома КПСС.
В 1981—1987 — заместитель Председателя Комитета народного контроля СССР.
С 1987 года — персональный пенсионер союзного значения.
Депутат Верховного Совета РСФСР 10-го созыва. Делегат XXIV и XXVI съездов КПСС.
Умер в 2004 году в Москве.

## Награды
- Орден Трудового Красного Знамени
- Орден Дружбы народов (14.11.1980)
- Орден Знак Почёта